# عصام عطا
عصام عطا (24 يناير 1986  - 25 أكتوبر 2011)، هو شاب مصري قتل بسبب التعذيب من قِبَل إدارة سجن طرة في يوم 25 أكتوبر 2011 بينما كان يقضي هناك عقوبة الحبس لمدة سنتين لتورطه في مشاجرة يوم 25 فبراير 2011 في منطقة المقطم، حكمت عليه بعدها المحكمة العسكرية بالحبس سنتين ؛ بينما نفت وزارة الداخلية المصرية أنه توفي بسبب التعذيب وقالت أن ما تعرض له كان وعكة صحية، بينما أكدت مصادر حقوقية بالإضافة إلى والد عصام أنه قد عذب من قِبَل ضباط بالسجن بخراطيم المياه حتى الموت.

## ردود فعل
قامت مظاهرات حاشدة أمام مشرحة زينهم التي كان يتواجد بها جثمان عصام احتجاجا على سياسات التعذيب المنتهجة في وزارة الداخلية.